# Ait Boufoulen
Ait Boufoulen (en àrab أيت بوفلن, Ayt Būfuln; en amazic ⴰⵢⵜ ⴱⵓⴼⵍⵏ) és una comuna rural de la província de Guelmim, a la regió de Guelmim-Oued Noun, al Marroc. Segons el cens de 2014 tenia una població total de 1.045 persones